# Lanying Lin
Pour les articles homonymes, voir Lin.
Lanying Lin (chinois : 林兰英 ; 7 février 1918 - 4 mars 2003), est une ingénieure électricienne chinoise, spécialiste des matériaux, une physicienne et une femme politique. Elle est surnommée la « mère des matériaux aérospatiaux » et la « mère des matériaux semi-conducteurs » en Chine.
Parmi ses nombreuses contributions, on compte la fabrication du premier cristal de silicium monocristallin de Chine et le premier four utilisé pour fabriquer du silicium monocristallin en Chine. Elle jette les bases du développement de la microélectronique et de l'optoélectronique. Elle est à l'origine du développement de matériaux extensifs en phase vapeur hautement purifiée et en phase liquide.

## Jeunesse et formation
Lanying Lin naît le 7 février 1918 dans la ville de Putian (province du Fujian, Sud de la Chine), de Jianhua Li, éducateur, et de Shuixian Zhou.
Elle est la première enfant d'une famille nombreuse qui remonte à la dynastie Ming 600 ans auparavant. Son ancêtre Run Lin était censeur impérial pendant la dynastie Ming, il contrôlait et supervisait d'autres fonctionnaires. Au cours de sa carrière, il soutient l'Empereur contre des contestataires et ce dernier lui donne de l'argent pour construire une maison à Putian. Lin naît et grandit dans cette maison.

### Formation aux États-Unis
Elle dépose sa candidature au Dickinson College et obtient une bourse d'études complète et un autre Bachelor of science en mathématiques avec l'aide de son collègue Lairong Li, en 1931. Elle étudie ensuite la physique du solide à l'université de Pennsylvanie. En 1955, elle obtient un doctorat en physique du solide et devient la première ressortissante chinoise en cent ans à y obtenir un doctorat.

## Carrière

### États-Unis
Lin souhaite retourner en Chine après l'obtention de son diplôme. Cependant, la situation politique chinoise est tendue et de nombreux étudiants chinois ne sont pas autorisés à rentrer. Sur recommandation de son professeur à l'Université de Pennsylvanie, elle travaille pendant un an comme ingénieur principale à la Sofia (Sylvania) Company, un fabricant de semi-conducteurs. Lin résout le problème qui empêchait l'entreprise de fabriquer du silicium monocristallin.

### Chine
En 1956, la Chine signe un traité lors de la Conférence de Genève qui permet le retour des étudiants. Le 6 janvier 1957, Lin rentre en Chine. Juste avant son embarquement, le Federal Bureau of Investigation la menace de bloquer ses revenus (6'800 USD) si elle quitte le pays. Elle monte quand même à bord du navire.
Elle travaille à l'Institut des semi-conducteurs de l'Académie chinoise des sciences et apporte son expérience pour permettre à la Chine de produire du silicium monocristallin en changeant le processus, les embargos de l'époque ne permettant pas d'obtenir l'équipement nécessaire. En 1958, la Chine est le troisième pays à le produire et jette les bases du développement des radios à transistors. En 1959, elle travaille pendant un mois à l'Académie soviétique des sciences.
En 1962, elle devient vice-présidente de la Fédération de la jeunesse chinoise. La même année, elle conçoit le premier four à cristal monocristallin chinois, nommé TDK, et elle fabrique le premier Arséniure de gallium monocristallin chinois.
En 1978, elle est membre du comité de l'Institut chinois d'électronique (CIE) et en 1979, devient directrice générale de l'Institut chinois d'électronique (CIE). En avril 1980, elle est nommée deuxième vice-présidente de l'Association chinoise pour la science et la technologie (CAST). L'année suivante, elle devient membre de l'Académie chinoise des sciences (CAS),.
En 1981, elle créé le circuit intégré, en 1986, le circuit intégré SOS-CMOS et en 1989, elle conduit des recherches sur le GaInAsSb / InP. En 1987, elle devient membre de l'Association américaine pour l'avancement des sciences.
À 78 ans, en 1996, elle est diagnostiquée d'un cancer. Elle meurt le 4 mars 2003.
Toute sa vie, Lying rencontre des difficultés en tant que femme. En 1978, elle rejoint la Fédération nationale des femmes de Chine. Elle participe à de nombreuses conférences où elle s'exprime sur les questions de genre. En 1988, par exemple, elle participe à la conférence intitulée «L'influence des femmes sur le développement de la science du tiers monde» et en 1995 à la trente et unième Conférence mondiale des Nations unies sur les femmes, avec la délégation du gouvernement chinoise.
Elle est connue sous le nom de  «mère des matériaux aérospatiaux» et «mère des matériaux semi-conducteurs» en Chine, en hommage à ses recherches dans ces domaines,.

## Publications majeures
- Dislocations et précipités dans l'arséniure de gallium semi-isolant révélés par la gravure ultrasonique d'Abrahams-Buiocchi [13]
- Défauts stœchiométriques dans le GaAs semi-isolant [14]
- Diffusion de la rugosité de l'interface dans les hétérostructures dopées par modulation GaAs-AlGaAs [15]
- Croissance de monocristaux de GaAs à haute gravité [16]
- Amélioration de la stoechiométrie dans l'arséniure de gallium semi-isolant cultivé sous microgravité [17]
- Magnétospectroscopie de phonons liés dans du GaAs de haute pureté [18]
- Influence des centres DX dans la barrière AlxGa12xAs sur la densité à basse température et la mobilité du gaz d'électrons bidimensionnel dans l'hétérostructure dopée par modulation GaAs / AlGaAs [19]
- Influence du coussin Schottky GaAs semi-isolant sur la barrière Schottky dans la couche active [20]
- Backgating et sensibilité à la lumière dans les transistors à effet de champ métal-semi-conducteur GaAs [21]
- Dépendance énergétique photonique de l'effet SW dans les films α-Si: H [22]
- Méthode de mesure basée sur l'irradiation infrarouge par neutrons pour l'oxygène interstitiel dans le silicium fortement dopé au bore [23]
- Propriétés et applications du monocristal de GaAs cultivé dans des conditions de microgravité [24]
- Résultats préliminaires de la croissance de monocristaux de GaAs dans des conditions de gravité élevée [25]
- Distributions spatiales des impuretés et des défauts dans les GaAs dopés au Te et au Si cultivés dans un environnement à gravité réduite [26]
- Microdéfauts et uniformité électrique de l'InP recuit dans des ambiances de phosphore et de phosphure de fer [27]
- Formation, structure et fluorescence des amas de CdS dans une zéolite mésoporeuse [28]
- Fabrication d'une nouvelle structure SOI double-hétéro-épitaxiale Si / γ-Al 2 O 3 / Si [29]
- Luminescence photostimulée d'amas d'argent dans la zéolite-Y [30]
- Caractérisation des défauts et uniformité de la tranche entière des tranches InP semi-isolantes recuites non dopées [31]
- Croissance VLP-CVD à très basse pression de films de γ-Al 2 O 3 de haute qualité sur silicium par procédé en plusieurs étapes [32]
- Quelques nouvelles observations sur la formation et les propriétés optiques des amas de CdS dans la zéolite-Y [33]
- Spectres d'absorption des amas de segments Se 8 dans la zéolite 5A [34]
- Croissance de GaSb et GaAsSb dans la région monophasée par MOVPE [35]
- Croissance et propriétés des LPE-GaAs de haute pureté [36]
- Nouveaux centres de couleurs et luminescence photostimulée de BaFCl: Eu 2+ [37]
- Analyse de la canalisation du silicium auto-implanté et recristallisé sur saphir [38]
- GaAs semi-isolant cultivé dans l'espace [39]
- L'irradiation des neutrons induit une photoluminescence à partir d'un cristal de silicium cultivé dans l'hydrogène ambiant [40]
- L'influence de l'épaisseur sur les propriétés de la couche tampon de GaN et du GaN fortement dopé au Si cultivé par épitaxie en phase vapeur métal-organique [41]
- La dépendance du taux de croissance de la couche tampon de GaN sur les paramètres de croissance par épitaxie en phase vapeur métal-organique [42]
- Auto-organisation du super-réseau de points quantiques InGaAs / GaAs [43]
- Thermoluminescence des amas de CdS dans la zéolite-Y [44]